# Kuba i olympiska sommarspelen 1972
Kuba deltog med 137 deltagare vid de olympiska sommarspelen 1972 i München. Totalt vann de tre guldmedaljer, en silvermedalj och fyra bronsmedaljer.

## Medaljer

### Guld
- Orlando Martínez - Boxning, bantamvikt.
- Emilio Correa - Boxning, weltervikt.
- Teófilo Stevenson - Boxning, tungvikt.

### Silver
- Gilberto Carrillo - Boxning, lätt tungvikt.

### Brons
- Silvia Chivás - Friidrott, 100 meter.
- Silvia Chivás, Marlene Elejarde, Fulgencia Romay och Carmen Valdés - Friidrott, 4 x 100 meter.
- Juan Carlos Domecq Fortuondo, Ruperto Herrera Tabio, Juan Roca Brunet, Pedro Chappe Garcia, Miguel Alvarez Pozo, Rafael Canizares Poey, Conrado Perez Armenteros, Miguel Calderon Gomez, Tomas Herrera Martinez, Oscar Varona Varona, Alejandro Urgelles Guibot och Franklin Standard Johnson - Basket.
- Douglas Rodríguez - Boxning, flugvikt.